# Чирок (Вологодская область)
Чирок — деревня в Белозерском районе Вологодской области.
Входит в состав Артюшинского сельского поселения, с точки зрения административно-территориального деления — в Артюшинский сельсовет.
Расположена на берегу Чироковского озера. Расстояние по автодороге до районного центра Белозерска составляет 49 км, до центра муниципального образования села Артюшино — 9 км. Ближайшие населённые пункты — Лохта, Рожаево, Устье.
Население по данным переписи 2002 года — 8 человек.